# 默奇斯頓 (內布拉斯加州)
默奇斯頓（英語：Merchiston）是位於美國內布拉斯加州南斯縣的非建制地區。

## 地理
默奇斯頓所處的海拔為高於海平面489米（即1604英呎），而該地所採用的時區為UTC-6，即北美中部时区（CST）。同時該地設有夏令時間，為UTC-6調快一小時，即UTC-5（CDT）。